# Birgit Winterhoff
Birgit Winterhoff (* 15. Juni 1953) ist eine deutsche evangelisch-lutherische Pfarrerin und Autorin.

## Leben und Wirken
Winterhoff studierte Theologie in Bielefeld und Heidelberg. Nach dem 1. Theologischen Examen war sie von 1978 bis 1983 im Reisedienst für den CVJM-Westbund tätig. Sie war Pastorin in der evangelischen Kirche von Westfalen, 1983 als Vikarin und von 1984 bis 2008 als Pfarrerin in Halle (Westf.). Von 2008 bis 2016 war sie Leiterin des Amtes für missionarische Dienste in der Evangelischen Kirche von Westfalen.
Neben ihrer Tätigkeit als Pastorin nahm sie auch einige weitere Aufgaben wahr. Ab 1992 war sie fast 20 Jahre lang Sprecherin von Morgenandachten im Programm des WDR. Von 1997 bis 2004 leitete sie als erste Frau die Arbeitsgemeinschaft Jugendevangelisation (AGJE, Berlin) und von 2005 bis 2011 war sie Vorsitzende der Lausanner Bewegung Deutschland. Sie hat mehrere Jahre in der Sendereihe „Prisma“ des Evangeliums-Rundfunks mitgearbeitet. Seit 2000 ist sie Vorstandsmitglied des ERF, von 2002 bis 2007 stellvertretende Vorsitzende. Danach gehörte sie bis 2011 dem neu gebildeten Aufsichtsrat des ERF an. Sie war maßgeblich beteiligt an der Planung und Durchführung des Christivals 1996 in Dresden und gehörte zum geschäftsführenden Vorstand für das Christival 2002 in Kassel. Winterhoff war 7 Jahre lang Vorsitzende der Arbeitsgemeinschaft Jugendevangelisation. Von 1997 bis 2015 war sie Mitglied des Hauptvorstandes der Deutschen Evangelischen Allianz.
Seit 1982 ist sie mit ihrem Ehemann Klaus Winterhoff verheiratet und wohnt in Bielefeld.

## Werke
- Alles eine Zeitfrage? Lahr/Schwarzwald: Johannis 2000. ISBN 3-501-07117-5
- Im Gespräch mit der Bibel. Impulse für Gruppen. Neukirchen-Vluyn: Aussaat 2003. ISBN 3-7615-5267-X
- Wissen Sie schon das Neueste? Holzgerlingen: Hänssler 2004. ISBN 3-7751-4135-9
- als Hrsg.: Atem und Herzschlag der Kirche. Missionarische Gemeindearbeit in der Praxis. Neukirchen-Vluyn: Aussaat 2008. ISBN 978-3-7615-5663-4
- Hoffnung hält lebendig. Impulse für heute und morgen. Neukirchen-Vluyn: Aussaat 2010. ISBN 978-3-7615-5759-4
- mit Michael Herbst: Von Lausanne nach Kapstadt. Der dritte Kongress für Weltevangelisation. Neukirchen-Vluyn: Neukirchener Aussaat2011. ISBN 978-3-7615-5880-5